# 斑纹须鲨
斑點须鲨，又稱斑紋鬚鯊、斑鬚鯊，俗名豆腐鯊、虎鯊，为軟骨魚綱鬚鯊目须鲨科须鲨属的一種。其种加词“maculatus”意为“有斑点、斑块、斑纹的”。

## 分布
本魚分布于西太平洋區，包括日本南部、中國南海與澳洲海域。

## 深度
水深5至110公尺。

## 命名
本種由Pierre Joseph Bonnaterre於1778年命名，他將其歸入角鯊屬，學名全名為Squalus maculatus。Bonnaterre於1788年在 Oectolobus屬中重新命名了該物種，使其完整的學名Oectolobus maculatus，Squalus maculatus現在是它的同義詞。本種的其他異名包括Squalus barbatus (Gmelin, 1789)、Squalus lobatus (Bloch & Schneider, 1801)、Squalus appendiculatus (Shaw & Nodder, 1806) 和Squalus labiatus(Bleeker, 1857)。

## 特徵
本魚體平扁，口次端位，前面牙齒細長，單一尖頭。噴水孔大，在眼之水平直徑之位置以下。眼之後方有一、二枚乳突，頭側觸鬚較少，頸部有鬚。鼻辮分枝多分叉 。第二背鰭顯然較第一背鰭小。體褐色，有若干不規則白斑，背部和鞍部顏色較深。它身上佈滿了O形斑點。與其他鯊魚一樣，斑點須鯊也有豐富的毛孔，可作為皮膚中的電感受器。它們用於檢測附近動物的電場，從而更容易找到獵物，體長可達100公分。

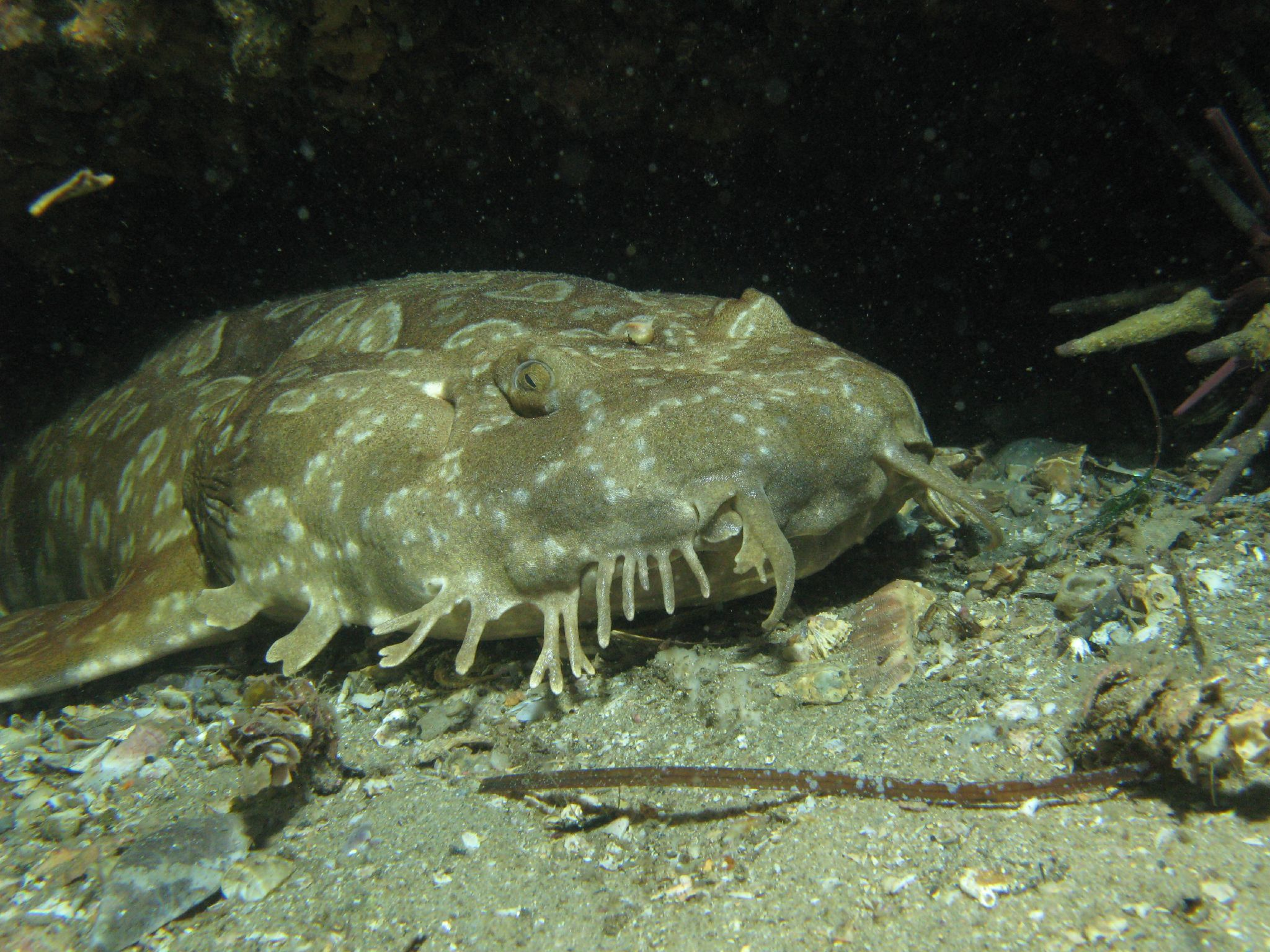
斑纹须鲨的眼睛和嘴部，可看到嘴巴周圍的觸鬚。

## 生態
本魚成魚主要棲息在沿海礁沙混合且海藻繁生的海床，幼魚則大多出現在河口，為大型底棲鯊類，活動少，常蟄伏於海床，夜行性，伺機捕食魚類、甲殼動物或軟體動物，卵胎生，雌魚在春季分娩，每次可生產20-37尾幼魚。齒銳利，捕捉時須注意。

## 經濟利用
食用魚，可醃製成沙魚煙，製成魚漿或魚丸。